# Kozlany (district de Vyškov)
Pour les articles homonymes, voir Kozlany.
Kozlany (en allemand : Koslan, précédemment Kozlan) est une commune du district de Vyškov, dans la région de Moravie-du-Sud, en République tchèque. Sa population s'élevait à 361 habitants en 2020.

## Géographie
Kozlany se trouve à 9 km au sud-est de Vyškov, à 32 km à l'est de Brno et à 211 km au sud-sud-est de Prague.
La commune est limitée par Bohdalice-Pavlovice, Vážany et Orlovice au nord, par Bohdalice-Pavlovice et Hvězdlice à l'est, par Milonice et Kojátky au sud, et par Bohaté Málkovice et Kučerov à l'ouest.

## Histoire
La première mention écrite du village date de 1360.